# 昨日の花
『昨日の花』（きのうのはな）は、堀口大學の処女訳詩集。1918年4月15日に籾山書店から発行された。序文は永井荷風。装丁は長谷川潔。
収録されている詩人と詩は以下の通り（人名や題名は一部現代表記に修正）。
- サマン
  - サマン詩抄「水上奏楽」「相伴」「池畔逍遥」「秋」「われは夢む」「クレオパトラ」
  - 「夕暮その一」「夕暮その二」
  - 「夕暮その三」「死市」「真画」「失題」「秋」「小市夜景」「港の朝」
- グウルモン
  - グウルモン詩抄「秋の女」「黄昏」「秋の歌」「白百合」「レダ」「邪禱」
  - 「ブロンドの林」「暴風雨の薔薇」「夢の面影」「田園四季」「微笑」「博物館内の黄昏」「メエテルリンクの芝居」
- シモオン「一、毛」「二、野ばら」「三、柊」「四、霧」「五、雪」「六、落葉」「七、川」「八、果樹園」「九、庭」「十、水車」「十一、寺」
- ヴェルレエン「秋の歌」「風」「暗く果なき死のねむり」「われの心に涙ふる」
- ジャン・ラオール「月の中の漂泊人」
- ジャン・マルク・ベルナール「今宵また」
- シャルル・ゲーラン「円き月」
- ロラン・タイラッド「尼の如くに青ざめて」
- フェルナンド・グレッヒ「解脱」「午後の月」
- ポール・フォル「輪踊り」
- フランシス・ジャム「その頃」
- ポール・クローデル「真画の聖母」
- ルネ・ジオルジャン「水辺悲歌」
- ジョージ・デュアメル「介在の王国」
- ビリティス「最後の恋人」「朝の雨」
- ジャン・モレアス「われ身を比ぶ」「また秋の来て」
- ボードレール「秋の歌」「幽霊」
- ジュリアン・ボカンス「俳体小曲」
- ノワイユ夫人「若さ」